# Alta Sierra (condado de Kern)
Alta Sierra es un área no incorporada ubicada en el condado de Kern en el estado estadounidense de California.

## Geografía
Alta Sierra se encuentra ubicada en las coordenadas 35°43′45″N 118°32′58″O / 35.72917, -118.54944.